# Municipio de Iowa (Dakota del Norte)
El municipio de Iowa (en inglés: Iowa Township) es un municipio ubicado en el condado de Benson en el estado estadounidense de Dakota del Norte. En el año 2010 tenía una población de 25 habitantes y una densidad poblacional de 0,27 personas por km².

## Geografía
El municipio de Iowa se encuentra ubicado en las coordenadas 48°15′3″N 99°47′24″O / 48.25083, -99.79000. Según la Oficina del Censo de los Estados Unidos, el municipio tiene una superficie total de 92.95 km², de la cual 86,94 km² corresponden a tierra firme y (6,47 %) 6,02 km² es agua.

## Demografía
Según el censo de 2010, había 25 personas residiendo en el municipio de Iowa. La densidad de población era de 0,27 hab./km². De los 25 habitantes, el municipio de Iowa estaba compuesto por el 100 % blancos. Del total de la población el 0 % eran hispanos o latinos de cualquier raza.